# Sistema de ligas de futebol da Itália
O sistema de ligas do futebol italiano, também conhecido como Pirâmide do Futebol Italiano, é um complexo sistema de torneios nacionais e regionais criado pela Federação Italiana de Futebol (FIGC). Os campeonatos são divididos e organizados em 9 níveis: 3 profissionais e 6 amadores (não-profissionais).
A Lega Nazionale Professionisti Serie A organiza o campeonato principal, a Serie A, enquanto que a Lega Nazionale Professionisti B organiza a Serie B. A Lega Italiana Calcio Professionistico supervisiona o campeonato da Serie C, o torneio profissional menos importante. Essas três ligas formam o setor profissional do futebol italiano. Na sequência temos diversos campeonatos amadores que são organizados pela Lega Nazionale Dilettanti (em português: "Liga Nacional Amadora"), cujo campeonato mais importante, a Serie D, representa o quarto nível do futebol italiano e serve como porta de entrada para o profissionalismo.
Em teoria, é possível que um clube amador local suba ao auge do futebol italiano e vença o Scudetto. Embora isso possa ser improvável na prática (no mínimo, a curto prazo), certamente há um movimento significativo dentro da pirâmide. Os dois primeiros níveis contêm uma divisão cada. Abaixo deles, os níveis têm progressivamente mais divisões paralelas, cada uma cobrindo áreas geográficas progressivamente menores.

## Estrutura
No topo do futebol italiano está a Serie A (primeira divisão), que é organizada pela Lega Serie A e composta por 20 equipes. Em seguida temos a Serie B (segunda divisão), organizada pela Lega B, atualmente com 20 equipes. O terceiro e último nível profissional é a Serie C (terceira divisão), anteriormente chamada Lega Pro, organizada pela Lega Pro e conta com 3 divisões (de 20 clubes cada), divididas de acordo com critérios geográficos. Todos os clubes da Serie A, Serie B e Serie C são profissionais.
No quarto nível está a Serie D (quarta divisão), é o primeiro campeonato de caráter amador, as equipes participantes são divididas em 9 grupos divididos de acordo com critérios geográficos e organizada pelo Dipartimento Interregionale da Lega Nazionale Dilettanti. Abaixo desta estão cinco níveis adicionais (todos amadores): Eccellenza, Promozione, Prima Categoria e Seconda Categoria que são organizados por comitês regionais da Lega Nazionale Dilettanti; e a Terza Categoria, organizada por comitês provinciais.
| Nível | Nível | Divisões                                                               | Divisões                                                               | Divisões                                                               | Divisões                                                               | Divisões                                                               | Divisões                                                               | Divisões                                                               | Divisões                                                               | Divisões                                                               | Divisões                                                               | Divisões                                                               | Divisões                                                               | Divisões                                                               | Divisões                                                               | Divisões                                                               | Divisões                                                               | Divisões                                                               | Divisões                                                               |
| ----- | ----- | ---------------------------------------------------------------------- | ---------------------------------------------------------------------- | ---------------------------------------------------------------------- | ---------------------------------------------------------------------- | ---------------------------------------------------------------------- | ---------------------------------------------------------------------- | ---------------------------------------------------------------------- | ---------------------------------------------------------------------- | ---------------------------------------------------------------------- | ---------------------------------------------------------------------- | ---------------------------------------------------------------------- | ---------------------------------------------------------------------- | ---------------------------------------------------------------------- | ---------------------------------------------------------------------- | ---------------------------------------------------------------------- | ---------------------------------------------------------------------- | ---------------------------------------------------------------------- | ---------------------------------------------------------------------- |
|       |       | Ligas profissionais                                                    |                                                                        |                                                                        |                                                                        |                                                                        |                                                                        |                                                                        |                                                                        |                                                                        |                                                                        |                                                                        |                                                                        |                                                                        |                                                                        |                                                                        |                                                                        |                                                                        |                                                                        |
| 1     | 1     | Serie A (Divisão nacional, 20 clubes)                                  | Serie A (Divisão nacional, 20 clubes)                                  | Serie A (Divisão nacional, 20 clubes)                                  | Serie A (Divisão nacional, 20 clubes)                                  | Serie A (Divisão nacional, 20 clubes)                                  | Serie A (Divisão nacional, 20 clubes)                                  | Serie A (Divisão nacional, 20 clubes)                                  | Serie A (Divisão nacional, 20 clubes)                                  | Serie A (Divisão nacional, 20 clubes)                                  | Serie A (Divisão nacional, 20 clubes)                                  | Serie A (Divisão nacional, 20 clubes)                                  | Serie A (Divisão nacional, 20 clubes)                                  | Serie A (Divisão nacional, 20 clubes)                                  | Serie A (Divisão nacional, 20 clubes)                                  | Serie A (Divisão nacional, 20 clubes)                                  | Serie A (Divisão nacional, 20 clubes)                                  | Serie A (Divisão nacional, 20 clubes)                                  | Serie A (Divisão nacional, 20 clubes)                                  |
| 2     | 2     | Serie B (Divisão nacional, 20 clubes)                                  | Serie B (Divisão nacional, 20 clubes)                                  | Serie B (Divisão nacional, 20 clubes)                                  | Serie B (Divisão nacional, 20 clubes)                                  | Serie B (Divisão nacional, 20 clubes)                                  | Serie B (Divisão nacional, 20 clubes)                                  | Serie B (Divisão nacional, 20 clubes)                                  | Serie B (Divisão nacional, 20 clubes)                                  | Serie B (Divisão nacional, 20 clubes)                                  | Serie B (Divisão nacional, 20 clubes)                                  | Serie B (Divisão nacional, 20 clubes)                                  | Serie B (Divisão nacional, 20 clubes)                                  | Serie B (Divisão nacional, 20 clubes)                                  | Serie B (Divisão nacional, 20 clubes)                                  | Serie B (Divisão nacional, 20 clubes)                                  | Serie B (Divisão nacional, 20 clubes)                                  | Serie B (Divisão nacional, 20 clubes)                                  | Serie B (Divisão nacional, 20 clubes)                                  |
| 3     | 3     | Serie C (3 divisões, 20 clubes divididos em 3 grupos regionalizados)   | Serie C (3 divisões, 20 clubes divididos em 3 grupos regionalizados)   | Serie C (3 divisões, 20 clubes divididos em 3 grupos regionalizados)   | Serie C (3 divisões, 20 clubes divididos em 3 grupos regionalizados)   | Serie C (3 divisões, 20 clubes divididos em 3 grupos regionalizados)   | Serie C (3 divisões, 20 clubes divididos em 3 grupos regionalizados)   | Serie C (3 divisões, 20 clubes divididos em 3 grupos regionalizados)   | Serie C (3 divisões, 20 clubes divididos em 3 grupos regionalizados)   | Serie C (3 divisões, 20 clubes divididos em 3 grupos regionalizados)   | Serie C (3 divisões, 20 clubes divididos em 3 grupos regionalizados)   | Serie C (3 divisões, 20 clubes divididos em 3 grupos regionalizados)   | Serie C (3 divisões, 20 clubes divididos em 3 grupos regionalizados)   | Serie C (3 divisões, 20 clubes divididos em 3 grupos regionalizados)   | Serie C (3 divisões, 20 clubes divididos em 3 grupos regionalizados)   | Serie C (3 divisões, 20 clubes divididos em 3 grupos regionalizados)   | Serie C (3 divisões, 20 clubes divididos em 3 grupos regionalizados)   | Serie C (3 divisões, 20 clubes divididos em 3 grupos regionalizados)   | Serie C (3 divisões, 20 clubes divididos em 3 grupos regionalizados)   |
|       |       | Ligas não-profissionais                                                |                                                                        |                                                                        |                                                                        |                                                                        |                                                                        |                                                                        |                                                                        |                                                                        |                                                                        |                                                                        |                                                                        |                                                                        |                                                                        |                                                                        |                                                                        |                                                                        |                                                                        |
| 4     | 4     | Serie D (9 divisões, 18–20 clubes divididos por grupos regionalizados) | Serie D (9 divisões, 18–20 clubes divididos por grupos regionalizados) | Serie D (9 divisões, 18–20 clubes divididos por grupos regionalizados) | Serie D (9 divisões, 18–20 clubes divididos por grupos regionalizados) | Serie D (9 divisões, 18–20 clubes divididos por grupos regionalizados) | Serie D (9 divisões, 18–20 clubes divididos por grupos regionalizados) | Serie D (9 divisões, 18–20 clubes divididos por grupos regionalizados) | Serie D (9 divisões, 18–20 clubes divididos por grupos regionalizados) | Serie D (9 divisões, 18–20 clubes divididos por grupos regionalizados) | Serie D (9 divisões, 18–20 clubes divididos por grupos regionalizados) | Serie D (9 divisões, 18–20 clubes divididos por grupos regionalizados) | Serie D (9 divisões, 18–20 clubes divididos por grupos regionalizados) | Serie D (9 divisões, 18–20 clubes divididos por grupos regionalizados) | Serie D (9 divisões, 18–20 clubes divididos por grupos regionalizados) | Serie D (9 divisões, 18–20 clubes divididos por grupos regionalizados) | Serie D (9 divisões, 18–20 clubes divididos por grupos regionalizados) | Serie D (9 divisões, 18–20 clubes divididos por grupos regionalizados) | Serie D (9 divisões, 18–20 clubes divididos por grupos regionalizados) |
| 5     | 5     | Eccellenza (28 divisões regionais, 16–18 clubes por divisão)           | Eccellenza (28 divisões regionais, 16–18 clubes por divisão)           | Eccellenza (28 divisões regionais, 16–18 clubes por divisão)           | Eccellenza (28 divisões regionais, 16–18 clubes por divisão)           | Eccellenza (28 divisões regionais, 16–18 clubes por divisão)           | Eccellenza (28 divisões regionais, 16–18 clubes por divisão)           | Eccellenza (28 divisões regionais, 16–18 clubes por divisão)           | Eccellenza (28 divisões regionais, 16–18 clubes por divisão)           | Eccellenza (28 divisões regionais, 16–18 clubes por divisão)           | Eccellenza (28 divisões regionais, 16–18 clubes por divisão)           | Eccellenza (28 divisões regionais, 16–18 clubes por divisão)           | Eccellenza (28 divisões regionais, 16–18 clubes por divisão)           | Eccellenza (28 divisões regionais, 16–18 clubes por divisão)           | Eccellenza (28 divisões regionais, 16–18 clubes por divisão)           | Eccellenza (28 divisões regionais, 16–18 clubes por divisão)           | Eccellenza (28 divisões regionais, 16–18 clubes por divisão)           | Eccellenza (28 divisões regionais, 16–18 clubes por divisão)           | Eccellenza (28 divisões regionais, 16–18 clubes por divisão)           |
| 6     | 6     | Promozione (53 divisões regionais, 14–18 clubes por divisão)           | Promozione (53 divisões regionais, 14–18 clubes por divisão)           | Promozione (53 divisões regionais, 14–18 clubes por divisão)           | Promozione (53 divisões regionais, 14–18 clubes por divisão)           | Promozione (53 divisões regionais, 14–18 clubes por divisão)           | Promozione (53 divisões regionais, 14–18 clubes por divisão)           | Promozione (53 divisões regionais, 14–18 clubes por divisão)           | Promozione (53 divisões regionais, 14–18 clubes por divisão)           | Promozione (53 divisões regionais, 14–18 clubes por divisão)           | Promozione (53 divisões regionais, 14–18 clubes por divisão)           | Promozione (53 divisões regionais, 14–18 clubes por divisão)           | Promozione (53 divisões regionais, 14–18 clubes por divisão)           | Promozione (53 divisões regionais, 14–18 clubes por divisão)           | Promozione (53 divisões regionais, 14–18 clubes por divisão)           | Promozione (53 divisões regionais, 14–18 clubes por divisão)           | Promozione (53 divisões regionais, 14–18 clubes por divisão)           | Promozione (53 divisões regionais, 14–18 clubes por divisão)           | Promozione (53 divisões regionais, 14–18 clubes por divisão)           |
| 7     | 7     | Prima Categoria (105 divisões regionais)                               | Prima Categoria (105 divisões regionais)                               | Prima Categoria (105 divisões regionais)                               | Prima Categoria (105 divisões regionais)                               | Prima Categoria (105 divisões regionais)                               | Prima Categoria (105 divisões regionais)                               | Prima Categoria (105 divisões regionais)                               | Prima Categoria (105 divisões regionais)                               | Prima Categoria (105 divisões regionais)                               | Prima Categoria (105 divisões regionais)                               | Prima Categoria (105 divisões regionais)                               | Prima Categoria (105 divisões regionais)                               | Prima Categoria (105 divisões regionais)                               | Prima Categoria (105 divisões regionais)                               | Prima Categoria (105 divisões regionais)                               | Prima Categoria (105 divisões regionais)                               | Prima Categoria (105 divisões regionais)                               | Prima Categoria (105 divisões regionais)                               |
| 8     | 8     | Seconda Categoria (cerca de 180 divisões regionais)                    | Seconda Categoria (cerca de 180 divisões regionais)                    | Seconda Categoria (cerca de 180 divisões regionais)                    | Seconda Categoria (cerca de 180 divisões regionais)                    | Seconda Categoria (cerca de 180 divisões regionais)                    | Seconda Categoria (cerca de 180 divisões regionais)                    | Seconda Categoria (cerca de 180 divisões regionais)                    | Seconda Categoria (cerca de 180 divisões regionais)                    | Seconda Categoria (cerca de 180 divisões regionais)                    | Seconda Categoria (cerca de 180 divisões regionais)                    | Seconda Categoria (cerca de 180 divisões regionais)                    | Seconda Categoria (cerca de 180 divisões regionais)                    | Seconda Categoria (cerca de 180 divisões regionais)                    | Seconda Categoria (cerca de 180 divisões regionais)                    | Seconda Categoria (cerca de 180 divisões regionais)                    | Seconda Categoria (cerca de 180 divisões regionais)                    | Seconda Categoria (cerca de 180 divisões regionais)                    | Seconda Categoria (cerca de 180 divisões regionais)                    |
| 9     | 9     | Terza Categoria (cerca de 200 divisões provinciais)                    | Terza Categoria (cerca de 200 divisões provinciais)                    | Terza Categoria (cerca de 200 divisões provinciais)                    | Terza Categoria (cerca de 200 divisões provinciais)                    | Terza Categoria (cerca de 200 divisões provinciais)                    | Terza Categoria (cerca de 200 divisões provinciais)                    | Terza Categoria (cerca de 200 divisões provinciais)                    | Terza Categoria (cerca de 200 divisões provinciais)                    | Terza Categoria (cerca de 200 divisões provinciais)                    | Terza Categoria (cerca de 200 divisões provinciais)                    | Terza Categoria (cerca de 200 divisões provinciais)                    | Terza Categoria (cerca de 200 divisões provinciais)                    | Terza Categoria (cerca de 200 divisões provinciais)                    | Terza Categoria (cerca de 200 divisões provinciais)                    | Terza Categoria (cerca de 200 divisões provinciais)                    | Terza Categoria (cerca de 200 divisões provinciais)                    | Terza Categoria (cerca de 200 divisões provinciais)                    | Terza Categoria (cerca de 200 divisões provinciais)                    |